# 普雷奧布拉任內
49°32′11″N 38°9′14″E / 49.53639°N 38.15389°E
普雷奧布拉任內（烏克蘭語：Преображенне）是位於烏克蘭東部的村莊，由盧甘斯克州斯瓦托韋區的下杜萬卡市鎮負責管轄。該村始建於1928年，面積70.8平方公里，2001年人口906，人口密度每平方公里12.8人。